# Prodiż

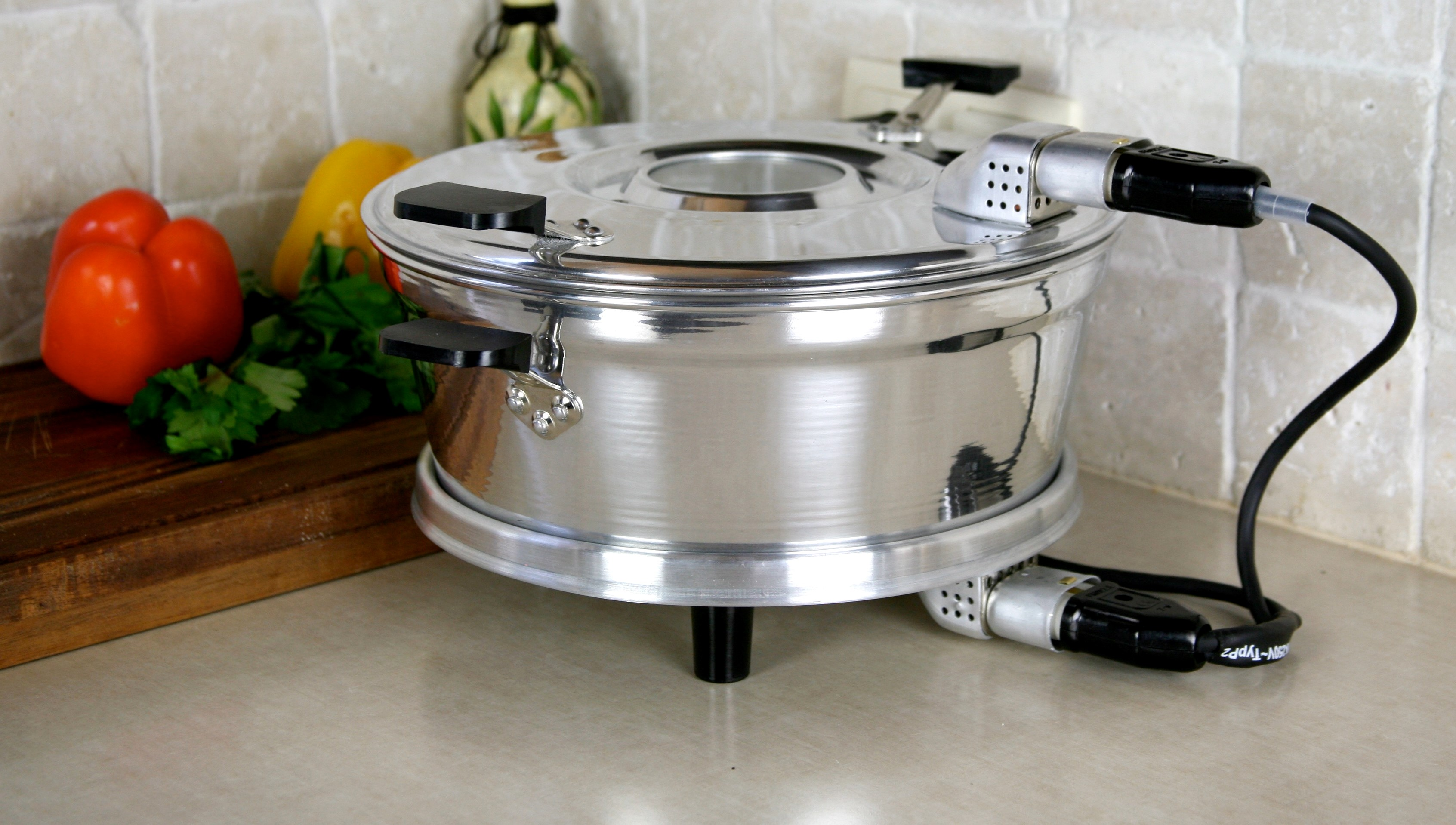
Prodiż elektryczny PPG-92

Prodiż (fr. prodige) – sprzęt kuchenny, składający się z metalowego naczynia oraz z pokrywy wyposażonej w wizjer, zasilany i ogrzewany prądem lub rzadziej gazem, służący do pieczenia ciasta i mięsa. W Polsce popularne były przed rozpowszechnieniem się piekarników elektrycznych.
Najczęściej spotykane są prodiże elektryczne. Ze względu na dobrą przewodność cieplną, wykonane są z blachy aluminiowej. Mają postać naczynia okrągłego, lub rzadziej prostokątnego o pojemności około 3,5 litra. Grzałka elektryczna o mocy od 400 do 650 W umieszczona jest w pokrywie. Są również prodiże dwuczęściowe, które dodatkowo posiadają ogrzewaną podstawę. Moc grzałki w podstawie najczęściej wynosi 200 W. Ogrzewana podstawa może służyć również do podgrzewania potraw w innych naczyniach. W pokrywie prodiża umieszczony jest wizjer umożliwiający obserwację pieczonych potraw. Wizjer wykonany jest ze szkła hartowanego grubości ok. 6 mm. W pokrywie, zwykle w nitach łączących części pokrywy, znajduje się kilka otworów o średnicy 1,5 mm, które umożliwiają ujście gromadzącej się wewnątrz w czasie pieczenia pary wodnej.